# Махув (Люблінське воєводство)
Махув (пол. Machów) — село в Польщі, у гміні Вількув Опольського повіту Люблінського воєводства.
Населення — 165 осіб (2011).

## Демографія
Демографічна структура станом на 31 березня 2011 року:
|          | Загалом | Допрацездатний вік | Працездатний вік | Постпрацездатний вік |
| -------- | ------- | ------------------ | ---------------- | -------------------- |
| Чоловіки | 86      | 23                 | 51               | 12                   |
| Жінки    | 79      | 14                 | 44               | 21                   |
| Разом    | 165     | 37                 | 95               | 33                   |